# Júlio Bressane
Júlio Bressane, all'anagrafe Júlio Eduardo Bressane de Azevedo (Rio de Janeiro, 13 febbraio 1946), è un regista e sceneggiatore brasiliano.
Considerato uno fra i maggiori esponenti del Cinema Marginale brasiliano, (Fernão Ramos - Cinema Marginal, a Representação Em Seu Limite) Bressane ha girato per lo più documentari o commedie a sfondo politico.
Fra le sue pellicole più riconosciute, è necessario citare Uccise la famiglia e andò al cinema (1969) e Tabù (1982), due pietre miliari del cinema brasiliano: la prima è stata inserita dall'Associação Brasileira de Críticos de Cinema nella lista dei cento migliori film brasiliani di tutti i tempi.

## Biografia
Julio Bressane è noto per essere un regista sperimentale, principalmente attivo nel cinema udigrudi (in inglese ‘underground’), tipico dell'epoca degli anni sessanta e settanta. Ha lavorato per un periodo in coppia con Rogério Sganzerla, con cui ha fondato anche la casa di produzione Belair, girando quasi sempre film a basso costo e realizzati in un breve periodo di tempo. Per un breve periodo di tempo, a causa delle tematiche che trattava, fu costretto a lasciare il Brasile, retto all'epoca dal governo dei militari. 
Ha ricevuto numerose onorificenze, in particolare, il premio alla carriera al Fantasporto nel 1999, e, nel 2001, il premio "bastone bianco" alla Mostra internazionale d'arte cinematografica per il film I giorni di Nietzsche a Torino.

## Ricezione in Italia
Venne citato per la prima volta in un articolo riguardante il "cinema udigrudi" ne L'Unità dell'8 giugno 1968.
I suoi film sono stati spesso proiettati in terza serata, su Rai 3, nel programma Fuori orario.

## Filmografia parziale
- Bethânia bem de perto - A propósito de um show (1966)
- Lima Barreto: Trajetória (1966)
- Cara a cara (1967)
- L'angelo è nato (O anjo nasceu) (1968)
- Uccise la famiglia e andò al cinema (Matou a família e foi ao cinema) (1969)
- A família do Barulho (1970)
- Barone Olavo, l'orribile (Barão Olavo, o Horrível) (1970)
- Cuidado Madame (1970)
- A fada do Oriente (1971)
- Amor louco (1971)
- Memórias de um estrangulador de loiras (1971)
- Lágrima pantera (1972)
- O rei do Baralho (1973)
- O monstro Caraíba (1975)
- Viola chinesa (1977)
- Agonia (A agonia) (1978)
- O gigante da América (1978)
- Cinema inocente (1979)
- Tabu (1982)
- Brás cubas (1985)
- Sermoni – La storia di Antonio Vieira (Sermões, a história de Antônio Vieira) (1989)
- Oswaldianas (1992)
- O mandarim (1995)
- Miramar (1997)
- São Jerônimo (1999)
- I giorni di Nietzsche a Torino (Dias de Nietzsche em Turim) (2001)
- Filme de amor (2003)
- Cléopatra (2007)
- A erva do rato (2008)
- Rua Aperana 52 (2012)
- Educação Sentimental (2013)
- Garoto (2015)
- Beduíno (2016)
- Sedução da carne (2018)
- Nietzsche Sils Maria Rochedo de Surlej (2019)
- Capitu e o Capítulo (2021)
- Il lungo viaggio dell'autobus giallo (A longa viagem do ônibus amarelo) (2023)
- Leme do destino (2023)